# Ориваль (Шаранта)
Орива́ль (фр. Orival) — коммуна во Франции, находится в регионе Пуату — Шаранта. Департамент — Шаранта. Входит в состав кантона Шале. Округ коммуны — Ангулем.
Код INSEE коммуны — 16252.
Коммуна расположена приблизительно в 440 км к юго-западу от Парижа, в 150 км южнее Пуатье, в 45 км к югу от Ангулема.

## Население
Население коммуны на 2008 год составляло 155 человек.
| 1962 | 1968 | 1975 | 1982 | 1990 | 1999 | 2008 |
| ---- | ---- | ---- | ---- | ---- | ---- | ---- |
| 129  | 123  | 143  | 173  | 177  | 155  | 155  |

## Администрация
| Период | Период | Фамилия        | Партия | Примечания |
| ------ | ------ | -------------- | ------ | ---------- |
| 1990   | 2008   | Жан-Поль Летар |        |            |
| 2008   | 2011   | Кристин Дюваль |        |            |
| 2012   | 2014   | Даниель Дюма   |        |            |

## Экономика
В 2007 году среди 102 человек в трудоспособном возрасте (15—64 лет) 71 были экономически активными, 31 — неактивными (показатель активности — 69,6 %, в 1999 году было 68,8 %). Из 71 активных работали 66 человек (37 мужчин и 29 женщин), безработных было 5 (0 мужчин и 5 женщин). Среди 31 неактивных 6 человек были учениками или студентами, 16 — пенсионерами, 9 были неактивными по другим причинам.

## Фотогалерея
- Церковь
- Церковь и военный мемориал
- Мэрия